# لیومیوم جلدی متعدد
لیومیوم جلدی متعدد (انگلیسی: Multiple cutaneous leiomyoma) یا لیومیوم مویی از ماهیچه راست‌کننده مو نشأت می گیرد و تومورهایی هستند با مرزبندی نامشخص که الیاف ماهیچه‌های صاف به‌طور نامرتب در کنار هم قرار گرفته و در درون پوست حقیقی واقع شده‌اند. این تومورها ممکن است به بافت‌های اطراف و زیرجلدی دست‌اندازی کنند.
لیومیوم جلدی متعدد گاهی با فیبروم رحم به‌طور همزمان دیده می شود که بدان «لیومیوم جلدی متعدد و لیومیوماتوز رحمی» (MCUL) می گویند و ممکن است تظاهری از سندرم رید باشد.